# Internet Explorer 10
Chronologie des versions
Internet Explorer 9 Internet Explorer 11
Microsoft Internet Explorer 10 (IE 10) est l'avant dernière version du navigateur Internet Explorer. Cette version est incluse dans Windows 8 et Windows RT et en est le navigateur par défaut. Contrairement à IE 9, IE 10 n'est pas compatible avec Windows Vista, ceci afin d'inciter les utilisateurs à migrer vers Windows 7 ou Windows 8. IE 10 a la particularité de fonctionner sur les deux interfaces de Windows 8 (Bureau et Écran d'accueil (Modern UI en anglais), et est également le seul navigateur à pouvoir être installé sur le bureau de Windows RT. IE 10 est inclus en version mobile avec le nouveau Windows Phone 8,. Il est également inclus dans la dernière mise à jour du logiciel Xbox 360.
Par rapport à son prédécesseur, IE 10 possède une meilleure compatibilité avec les technologies HTML5, JavaScript, et CSS3, tout en intégrant Adobe Flash Player dans sa version Modern UI, ce qui permet la lecture immédiate des contenus Flash.
IE10 est disponible depuis le 26 février 2013 pour Windows 7,.

## Histoire
IE 10 a été annoncé pour la première fois le 12 avril 2011 à la conférence MIX 11 à Las Vegas. Lors de cette conférence, une version de démonstration a été présentée avec une version démo de Windows 8.
Le 13 septembre 2011, Microsoft a publié la version développeur de Windows 8 pour le grand public.
Internet Explorer 10 a été publié le 26 octobre 2012 en même temps que Windows 8.
En novembre 2012, une version préliminaire (« Release preview ») pour Windows 7 a été publiée.

## Fonctionnalités
Selon Microsoft, IE 10 est compatible avec les dernières versions des technologies :
- HTML 5
- CSS 3
- JavaScript[6].

Il prend maintenant en charge :
- les effets de filtre des images vectorielles (SVG)[7]
- l’API de base de données indexée (« IndexedDB »)[8].

Autres nouveautés d'IE 10 :
- Les outils de développement F12 ayant été introduits dans IE 8 ajoutent sur IE 10 la prise en charge de plusieurs sources de script et le débogage de fils de travail Web[9]
- Nouvelles fonctionnalités Document Object Model (DOM)[10]
- Meilleures performances[11].

### Fonctionnalités supprimées
- Commentaires conditionnels (en)
- Filtres et transitions basées sur DirectX (CSS -ms-filter)
- CSS behaviors (fichiers .htc)
- XML data islands
- Vector Markup Language (VML)